# Le Satyre et le Passant
Le Satyre et le Passant est la sixième fable du livre V de Jean de La Fontaine situé dans le premier recueil des Fables de La Fontaine, édité pour la première fois en 1668.
Au fond d'un antre sauvage

Un Satyre et ses enfants

Allaient manger leur potage,

Et prendre l'écuelle aux dents .

On les eût vus sur la mousse,

Lui, sa Femme, et maint Petit ;

Ils n'avaient tapis ni housse,

Mais tous fort bon appétit .

Pour se sauver de la pluie,

Entre un Passant morfondu.

Au brouet on le convie.

Il n'était pas attendu.

Son Hôte n'eut pas la peine

De le semondre  deux fois.

D'abord avec son haleine

Il se réchauffe les doigts .

Puis sur le mets qu'on lui donne,

Délicat, il souffle aussi.

Le Satyre s'en étonne :

Notre hôte, à quoi bon ceci ?

L'un refroidit mon potage;

L'autre réchauffe ma main.

Vous pouvez, dit le Sauvage,

Reprendre votre chemin .

Ne plaise aux Dieux que je couche

Avec vous sous même toit !

Arrière ceux dont la bouche

Souffle le chaud et le froid !"
— Jean de La Fontaine, Fables de La Fontaine, Le Satyre et le Passant